# Torsade de pointes
Torsades de pointes eller torsade de pointes (TdP eller blot torsade(s)) (fransk: [tɔʁsad də pwɛ̃t], betydende "vridning af punkterne"), er en livstruende type unormal hjerterytme, der kan føre til pludseligt hjertestop. Det er en polymorf ventrikulær takykardi, der udviser særlige tegn på et elektrokardiogram (EKG). Tilstanden blev for første gang beskrevet af François Dessertenne i 1966. Forlængelse af QT-intervallet, såsom ved LQTs, kan øge en persons risiko for at udvikle denne unormale hjerterytme.

## Fodnoter
1. ↑  Dessertenne, F. (1966). "La tachycardie ventriculaire a deux foyers opposes variables". Archives des maladies du coeur et des vaisseaux (fransk). 59 (2): 263-272. ISSN 0003-9683. PMID 4956181.
2. ↑  Langt QT syndrom

| Sygdom | Spire Denne artikel om sygdom er en spire som bør udbygges. Du er velkommen til at hjælpe Wikipedia ved at udvide den. |